# Dakota Johnson

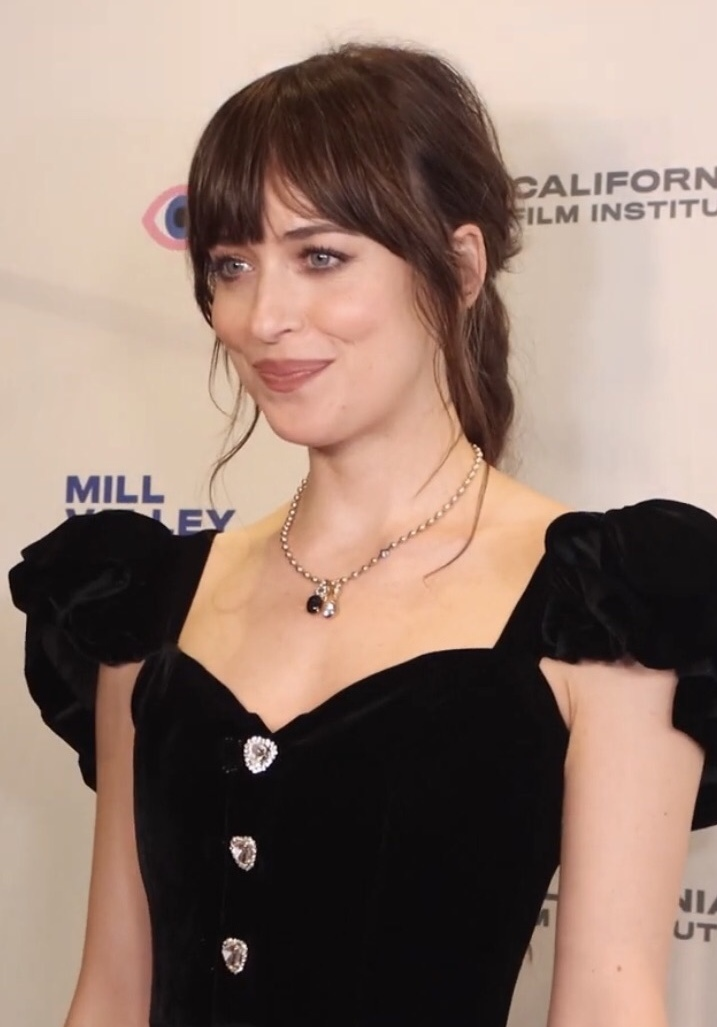
Dakota Johnson na 2021 Mill Valley Film Festival

Dakota Mayi Johnson (ur. 4 października 1989 w Austin) – amerykańska aktorka i modelka, która grała w filmach: Źle się dzieje w El Royale, Madame Web, Suspiria oraz Pięćdziesiąt twarzy Greya.

## Rodzina i dzieciństwo
Urodziła się w Austin w stanie Teksas jako córka aktorów Dona Johnsona i Melanie Griffith. Od strony matki jest wnuczką Petera Griffitha, kierownika agencji reklamowej i byłego aktora dziecięcego, a także aktorki Tippi Hedren. Jest także pasierbicą Antonia Banderasa. Ma liczne rodzeństwo przyrodnie - Johnson miał jeszcze czworo dzieci ze związków z  Patti D’Arbanville i Kelley Phleger. Griffith miała syna ze Stevenem Bauerem oraz córkę Stellę Banderas.
Uczęszczała do Aspen Community School w Aspen, w stanie Kolorado. Jako dziecko była zapaloną tancerką. Światem mody zaczęła interesować się w wieku 12 lat, po sesji zdjęciowej z udziałem dzieci celebrytów dla „Teen Vogue”.

## Kariera
Zadebiutowała na ekranie w 1999 rolą w filmie Wariatka z Alabamy, w którym zagrała ze swoją matką i przyrodnią siostrą. Film został wyreżyserowany przez jej ojczyma, Antonio Banderasa. W 2006, jako pierwsza w historii nagrody laureatka z drugiego pokolenia, została uhonorowana tytułem Miss Złotych Globów. Również w 2006 podpisała kontrakt z IMG Models, a w 2009 była modelką reklamującą linię jeansów firmy MANGO.
Zaraz po skończeniu liceum podpisała kontrakt z William Morris Agency i zaczęła karierę aktorską. W 2010 wystąpiła w hicie kasowym The Social Network w reżyserii Davida Finchera, w którym wystąpiła w scenie z Justinem Timberlakiem. Film był ośmiokrotnie nominowany do Nagrody Akademii Filmowej, włączając Oscara za najlepszy film. W 2010 pojechała do Sydney w Australii, gdzie wystąpiła w kampanii „Rising Star” firmy Wish. Wystąpiła także w filmach Bestia, Chloe and Theo w reżyserii Ezny Sands, Dla Ellen So Yong Kima. Dostała role w wielu filmach z 2012, m.in. w Goats Christophera Neila z Davidem Duchovnym, Jeszcze dłuższe zaręczyny Nicholasa Stollera i 21 Jump Street, pełnometrażowej adaptacji hitu telewizyjnego z 1987 roku. Zagrała też główną rolę kobiecą w filmie Chrisa Nelsona Chłopaki do wzięcia.
W marcu 2012 została obsadzona jako Kate w serialu komediowym Ben i Kate sieci Fox, który był jej debiutem telewizyjnym. Produkcja została zakończona 25 stycznia 2013 po nagraniu jednego sezonu. Johnson następnie dołączyła do obsady filmu Need for Speed. Wystąpiła także w uwspółcześnionej adaptacji sztuki Williama Szekspira pt. Cymbelin. W 2013 wystąpiła gościnnie jako jedna z nowo zatrudnionych w odcinku „Finale” serialu Biuro. Następnie zagrała Anastasię Steele, główną rolę żeńską w 50 twarzach Greya, ekranizacji bestsellerowej książki autorstwa E.L. James.

## Filmografia
| Rok  | Tytuł                      | Rola                  |
| ---- | -------------------------- | --------------------- |
| 1999 | Wariatka z Alabamy         | Sondra                |
| 2010 | The Social Network         | Amelia Ritter         |
| 2011 | Bestia                     | Sloan Hagen           |
| 2012 | Dla Ellen                  | Cindy Taylor          |
| 2012 | Kozy                       | Minnie                |
| 2012 | 21 Jump Street             | Fugazy                |
| 2012 | Jeszcze dłuższe zaręczyny  | Audrey                |
| 2014 | Chłopaki do wzięcia        | Em                    |
| 2014 | Need for Speed             | Anita                 |
| 2014 | Anarchia                   | Imogen                |
| 2015 | 50 twarzy Greya            | Anastasia Steele      |
| 2015 | Chloe and Theo             | Chloe                 |
| 2015 | Nienasyceni                | Penelope Lannier      |
| 2015 | Pakt z diabłem             | Lindsey Cyr           |
| 2016 | Jak to robią single        | Alice                 |
| 2017 | Ciemniejsza strona Greya   | Anastasia Steele      |
| 2018 | Nowe oblicze Greya         | Anastasia Steele-Grey |
| 2018 | Źle się dzieje w El Royale | Emily Summerspring    |
| 2018 | Suspiria                   | Susie Bannion         |
| 2019 | Sokół z masłem orzechowym  | Eleanor               |
| 2019 | Rany                       | Carrie                |
| 2019 | The Friend                 | Nicole Teague         |
| 2022 | Perswazje                  | Anne Elliot           |
| 2024 | Madame Web                 | Cassandra Webb        |
| 2024 | Nocą w Nowym Jorku         | Passenger             |
| 2025 | Materialiści               | Lucy                  |
| 2025 | Skomplikowani              | Julie                 |

| Rok       | Tytuł      | Rola     | Uwagi             |
| --------- | ---------- | -------- | ----------------- |
| 2012–2013 | Ben i Kate | Kate Fox | główna rola       |
| 2013      | Biuro      | Dakota   | odcinek: „Finale” |